# 西谷駅
西谷駅（にしやえき）は、神奈川県横浜市保土ケ谷区西谷四丁目にある、相模鉄道（相鉄）の駅である。駅番号はSO08。
相鉄本線および相鉄新横浜線の2路線が乗り入れており、相鉄新横浜線は当駅が起点となっている。
新横浜管区（旧：西谷管区）として、上星川 - 鶴ヶ峰間および当駅 - 新横浜間を管理している。

## 歴史

### 年表
- 1926年（大正15年）12月1日：神中鉄道西谷停車場として開業。当初は下り方面単式の2面3線ホーム。厚木駅から星川駅（現在の上星川）までの路線駅として営業。
- 1933年（昭和8年）12月27日：横浜駅への延伸後は、各駅停車のみ停車駅となる。
- 1942年（昭和17年）6月1日：電化。
- 1943年（昭和18年）4月1日：神中鉄道株式会社の相模鉄道株式会社への吸収合併に伴い、相模鉄道線西谷駅に変更。
- 1952年（昭和27年）9月25日：複線化。
- 1966年（昭和41年）5月1日：橋上駅舎完成[1]、ホーム2面4線化。以後急行通過待ち時は、1番線、4番線に各駅停車の到着。2番線、3番線が急行の通過路線となる。改札は、中央通路の東側に設置された。トイレは下り方面ホームに設置された。上りホーム階段下にラーメン店が設置された。
- 2010年（平成22年）4月：相鉄新横浜線の建設準備のため、1番線（下り）の線路が一時撤去される。
- 2012年（平成24年）4月：相鉄新横浜線の建設準備のため、4番線（上り）の線路が一時撤去される。
- 2019年（令和元年）11月30日：相鉄新横浜線（JR直通線）当駅 - 羽沢横浜国大駅間開業、JR線との直通運転開始に伴い、1・4番線ホームの使用を再開[2]。同日行われるダイヤ改正に合わせて特急と快速並びに、新設される通勤特急や通勤急行が当駅に停車する[注 1]。これにより本線に直通するいずみ野線の列車は全列車が当駅に停車するようになる。なお急行は引き続き通過する[3]。またホーム位置が西側に5メートル移動した(東側の削除と西側の増設)。さらに西側に留置線が設置された。中央通路、改札脇の売店が廃止。
- 2020年（令和2年）10月19日：西谷地区での住居表示実施に伴い、所在地表記が西谷町1101番地から現表記に変更される[4]。
- 2021年（令和3年）
  - 5月23日：3・4番線のホームドアの使用を開始[5]。
  - 6月6日：1・2番線のホームドアの使用を開始[5]。
- 2023年（令和5年）3月18日：相鉄・東急直通線開業に伴うダイヤ改正で、急行が休止され、全営業列車の停車駅となる。

### 相鉄新横浜線の建設

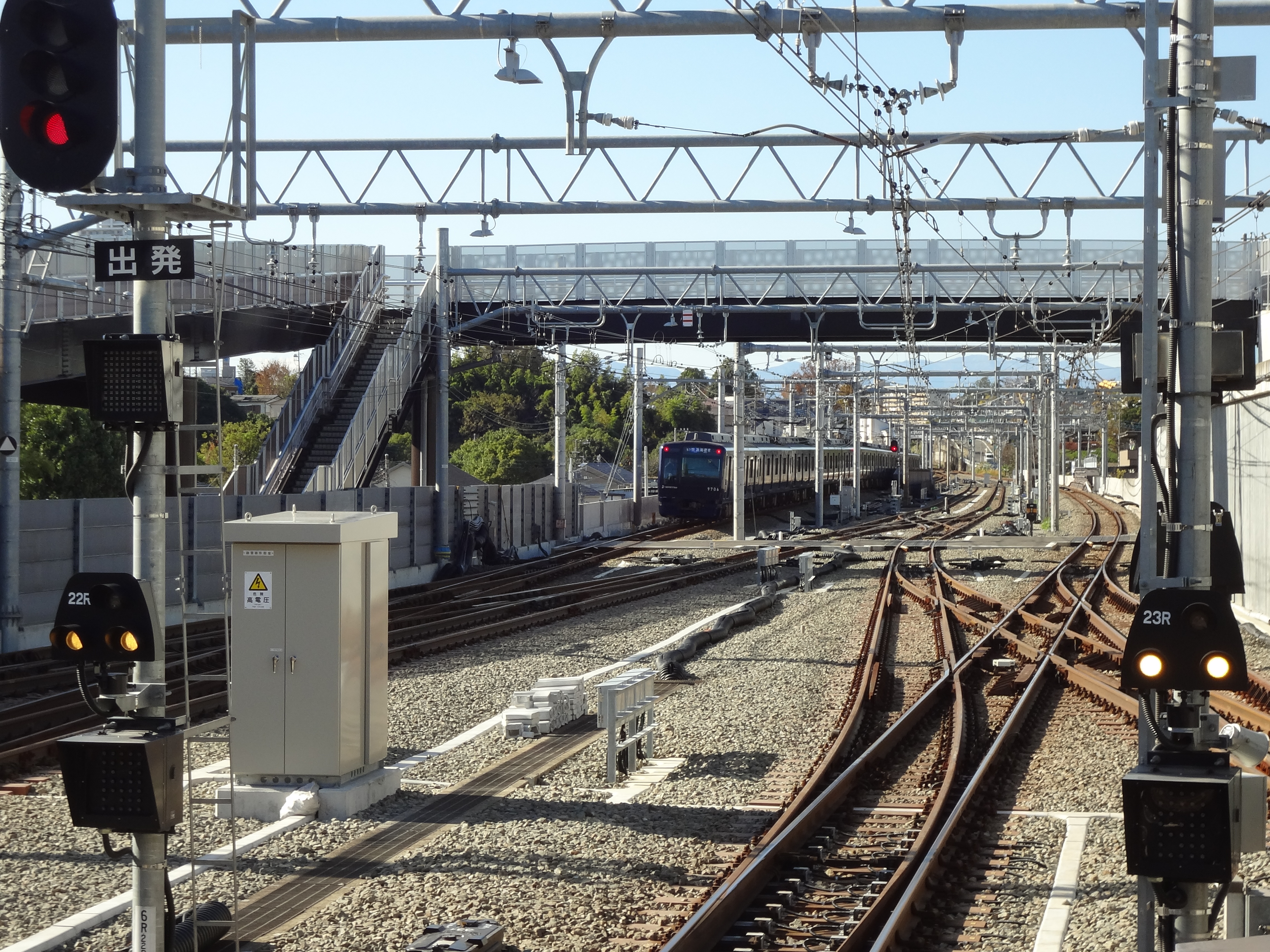
鶴ヶ峰駅方で内側2線が引き上げ線(2019年11月30日)

神奈川東部方面線構想により、当駅からJR東海道貨物線横浜羽沢駅（相鉄では羽沢横浜国大駅）までを「相鉄・JR直通線」として新線を建設する都市計画が2010年3月15日に決定され、2018年12月13日には正式路線名も「相鉄新横浜線」に決定した（「相鉄」の部分も正式路線名に含まれる）。また、羽沢横浜国大駅から新横浜駅、新綱島駅を経由して東急電鉄日吉駅までの区間についても東急電鉄が2012年10月に国土交通省の工事施工認可を受けている。
相鉄新横浜線のうち、相鉄・JR直通線は2019年11月30日
、相鉄・東急直通線は2023年3月18日に開業した。これにより、相鉄本線・相鉄いずみ野線・相鉄新横浜線から羽沢横浜国大駅を経由してJR東日本の横須賀線、湘南新宿ライン、埼京線と、新横浜駅・日吉駅を経由して東急の東急新横浜線、東横線、目黒線などとの相互直通運転が実現し、東京都心へのアクセスが向上した。
当駅の2面4線のうち、上星川（相鉄本線）・羽沢横浜国大（相鉄新横浜線）方は外側2線が相鉄新横浜線、内側2線が相鉄本線に繋がっている。また鶴ヶ峰側を帷子川付近まで4線化し、内側2線を引き上げ線として整備されている。その為、当駅の海老名寄りの上下線のそれぞれと引き上げ線にシーサスクロッシングが一つずつ設置されている。
2010年3月25日に西谷地区センターにて起工式が行われ、その最初の準備として、4月下旬に1番線の線路が撤去された。2012年4月29日のダイヤ改正からは4番線も使用停止され、当駅での列車待避は廃止された。2019年6月23日より工事が完了した1・4番線の試運転が開始され、同月25日より4番線から羽沢横浜国大駅まで行き、同駅で折り返し、当駅の1番線までの試運転を行なっている。また、新設された引き上げ線にも入線している。2019年11月30日のダイヤ改正により、相鉄新横浜線系統（1・4番線）と相鉄本線（2・3番線）同士での接続が可能となったため、それを活用する列車が誕生した。
なお、当駅は2019年11月29日まで長らく各駅停車のみの停車駅であった。
とりわけバスターミナルやタクシー乗り場も存在せず、乗降客数も全列車が停車する駅にしては最も少なく、特急が通過する隣の鶴ヶ峰駅の方が乗降客数が多い。このようなことから、当初計画において羽沢横浜国大駅方面の列車のうち大部分を当駅通過とし、横浜方面への優等列車である特急・急行・快速についても引き続き当駅通過の予定であった。
しかし、地元住民向け説明会などにおいて、地元商店街の嘆願が繰り返しなされたことや、乗り換えの利便性などを考慮し、全列車停車となった経緯がある。相鉄・JR直通線開業後も当駅を通過する急行が運行されていたが、2023年3月18日のダイヤ改正（東急線との相互直通運転開始）を機に急行の運行が休止されたため、事実上、全列車が停車する駅となった。しかし、当駅が全列車停車となった現在においても、大半は対面乗り換えの需要があるのみである。
また、2017年3月発行の相鉄瓦版242号において、「西谷駅の海老名側では、引き上げ線（留置線）の整備が進められています。相鉄・JR直通線と相鉄・東急直通線の開業後、現在の横浜駅～二俣川駅間で運行している列車の半分ほどが相鉄新横浜線・都内方面に向けて運行する予定です。その結果、横浜駅～西谷駅間の運転本数が少なくなることを防ぐため、西谷駅で折り返し運転ができるように引き上げ線を整備しています。」（相模鉄道（株）プロジェクト推進部）との記述がある。

### 駅名の由来
駅所在地の駅設置時の地名「都筑郡西谷村」から。

## 駅構造
島式ホーム2面4線を有する地上駅で内側2・3番ホームが相鉄本線、外側1・4番ホームが相鉄新横浜線となっている。同じく2路線が分岐する二俣川駅と異なり、分岐する側に両渡り線が存在しないため、相鉄本線・横浜方面発着列車同士および相鉄新横浜線・新横浜方面発着列車同士の接続と列車の待避はできない。一方、二俣川駅方面側に両渡線を含む2つの引き上げ線があり、折り返し運転が可能である。
当駅と二俣川駅は相鉄線の全列車種別が停車する駅である。当駅において、横浜駅発着系統と相鉄新横浜線系統との接続が頻繁に行われる。また横浜駅発着系統は終日（昼間時間帯は30分に1本）、相鉄新横浜線からの列車も夕ラッシュ後半以降を中心に当駅折返しの各駅停車が設定されており、当駅西側の引き上げ線を用いて折り返している。2023年3月18日ダイヤ改正以降は東急車の10両編成1本が夜間停泊を行っている。
橋上駅舎を持つ。西側直上を東海道新幹線の高架橋が横切っており、その高架橋の支柱がホーム上に立っている。
下りホーム階段下にはトイレが設置されていたが、駅舎部分に移設され、改札を入って奥まで進んだ突き当りに設置されており、多機能トイレと授乳室を併設した男女別の水洗式である。
1980年代までは上り線ホームの上り側階段下に立ち食いラーメン店が営業していた。
バリアフリー設備として、北口にエレベーター及びエスカレーター。南口に上りエスカレーター(バリアフリー機能有り、駅員対応)がある。両エスカレーターについては初電から17:30までは上り、17:30から終電までは下り方向となる（バリアフリー対応時除く）。

### のりば
| 番線 | 路線         | 方向 | 行先               | 備考                   |
| ---- | ------------ | ---- | ------------------ | ---------------------- |
| 1    | 相鉄本線     | 下り | 海老名・湘南台方面 | 相鉄新横浜線からの直通 |
| 2    | 相鉄本線     | 下り | 海老名・湘南台方面 | 横浜方面からの電車     |
| 3    | 相鉄本線     | 上り | 横浜方面           |                        |
| 4    | 相鉄新横浜線 | 上り | 羽沢横浜国大方面   |                        |

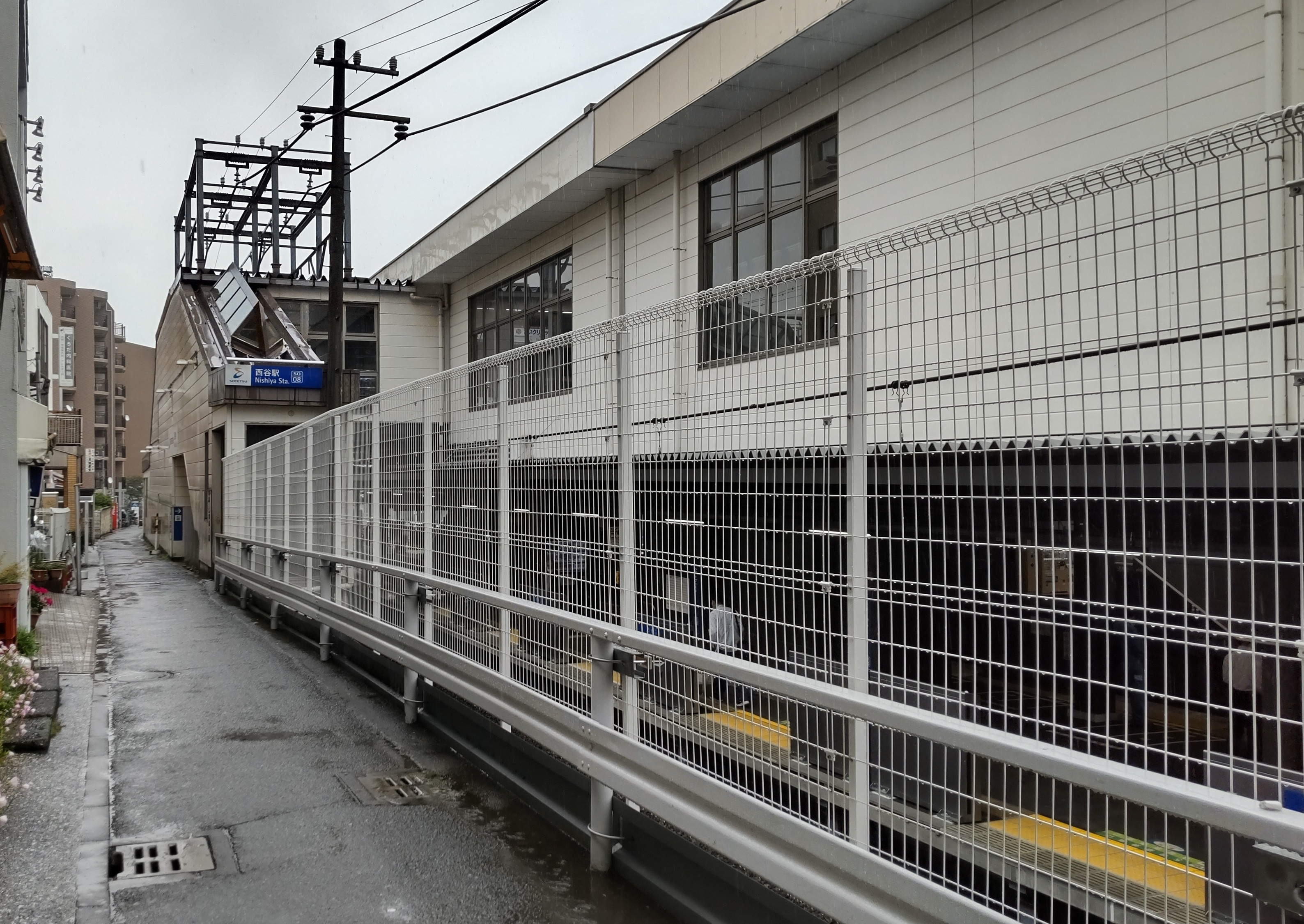
北口（2021年5月）
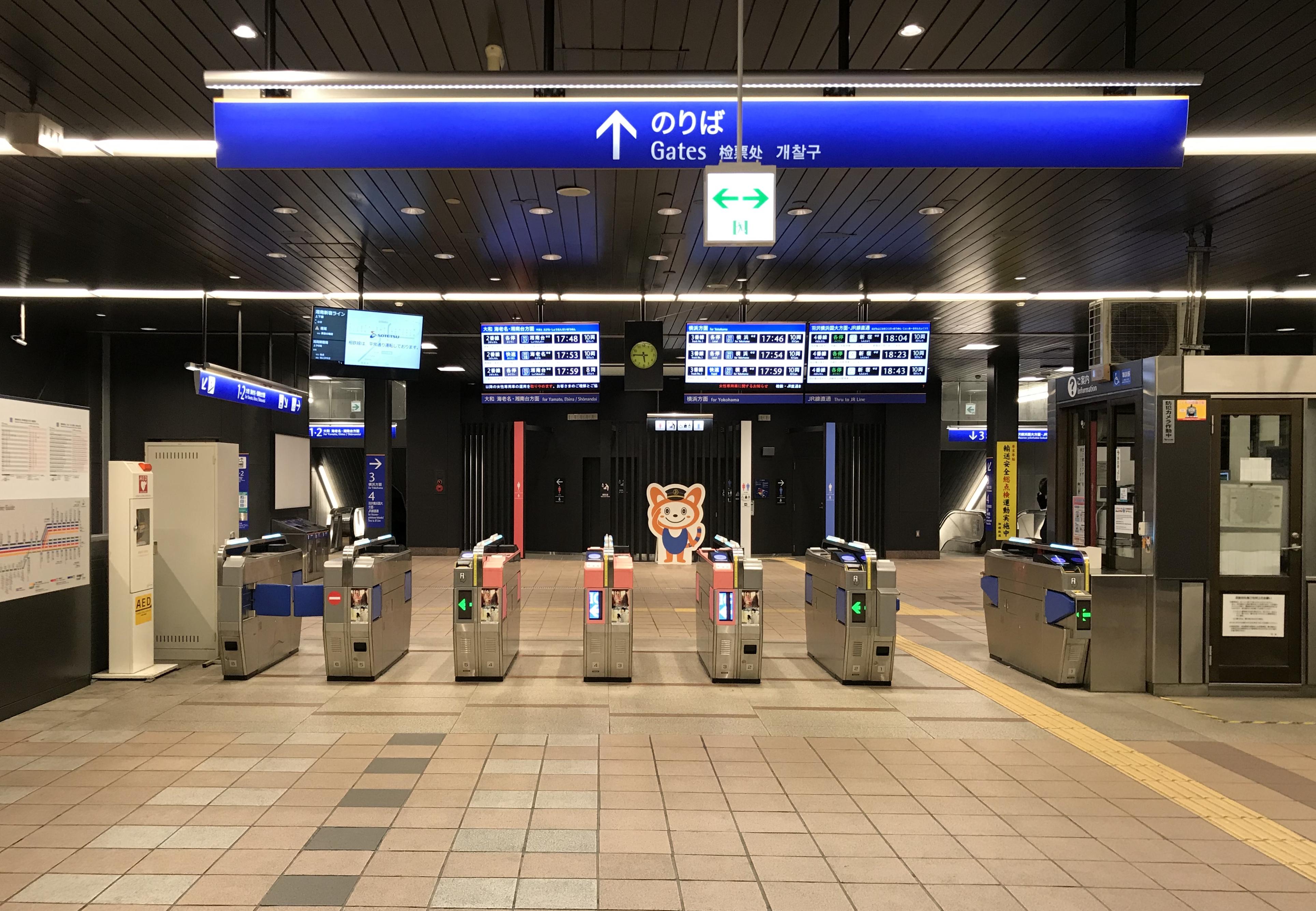
改札口（2019年12月）
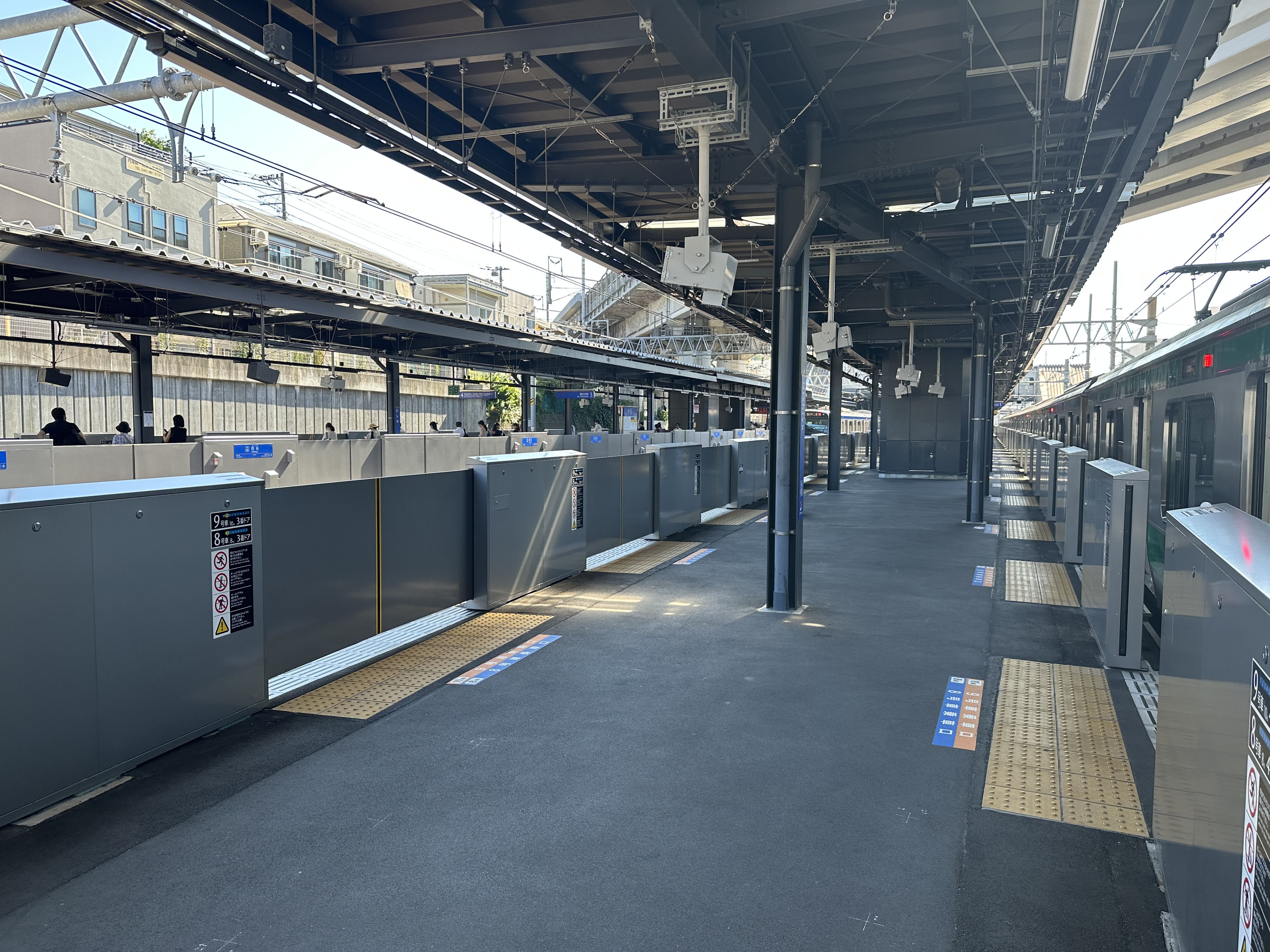
ホーム（2023年7月）
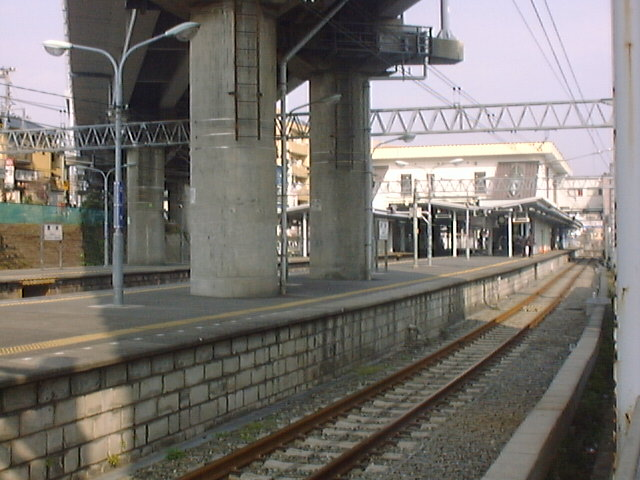
ホーム上に建つ新幹線の橋脚（2007年1月）
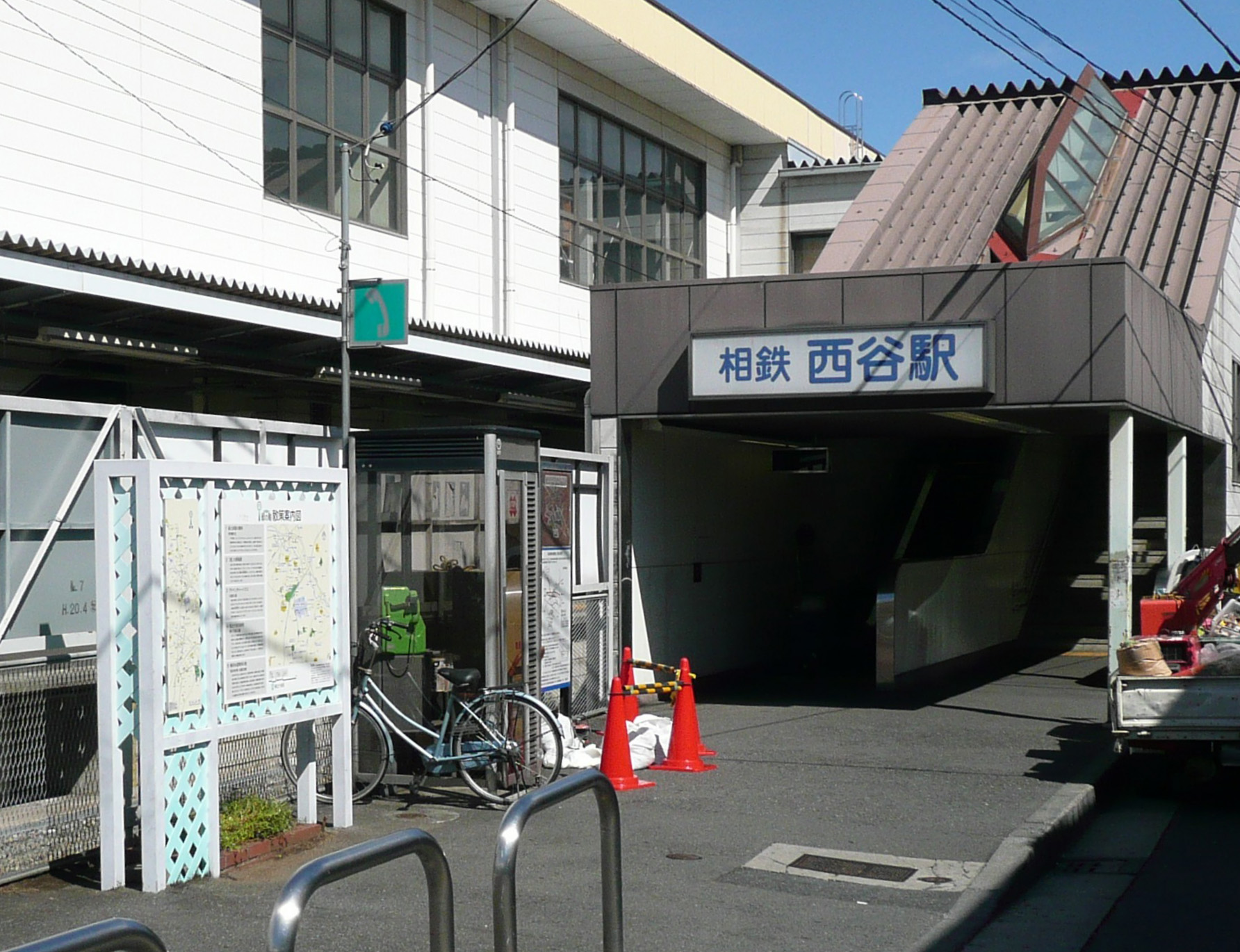
旧南口（2010年9月25日）

### 配線図
|              | ↑ 羽沢横浜国大方面  |              |
| ← 鶴ヶ峰方面 | 西谷駅 構内配線略図 | → 上星川方面 |
| 凡例 出典:   |                     |              |

## 利用状況
2024年度の1日平均乗降人員は28,752人である。相鉄線全27駅中第14位。この数値には相鉄本線・相鉄新横浜線間の乗換人員を含まない。
特急通過駅の鶴ヶ峰駅、希望ヶ丘駅、三ツ境駅、瀬谷駅、さがみ野駅及び特急・通勤特急・通勤急行通過駅の星川駅より利用者数が少ないが、横浜 - 二俣川間における全ての特急・通勤特急・通勤急行・快速通過駅よりは利用者数が多い。
近年の1日平均乗降・乗車人員推移は下記の通り。
| 年度               | 1日平均 乗降人員 | 1日平均 乗車人員 | 出典     |
| ------------------ | ---------------- | ---------------- | -------- |
| 1980年（昭和55年） |                  | 14,315           | [ # 1 ]  |
| 1981年（昭和56年） |                  | 14,967           | [ # 1 ]  |
| 1982年（昭和57年） |                  | 15,411           | [ # 1 ]  |
| 1983年（昭和58年） |                  | 15,571           | [ # 1 ]  |
| 1984年（昭和59年） |                  | 15,603           | [ # 1 ]  |
| 1985年（昭和60年） |                  | 16,233           | [ # 1 ]  |
| 1986年（昭和61年） |                  | 16,573           | [ # 1 ]  |
| 1987年（昭和62年） |                  | 16,847           | [ # 1 ]  |
| 1988年（昭和63年） |                  | 17,044           | [ # 1 ]  |
| 1989年（平成元年） |                  | 17,082           | [ # 1 ]  |
| 1990年（平成02年） |                  | 16,699           | [ # 1 ]  |
| 1991年（平成03年） |                  | 16,355           | [ # 1 ]  |
| 1992年（平成04年） |                  | 15,896           | [ # 1 ]  |
| 1993年（平成05年） |                  | 15,729           | [ # 1 ]  |
| 1994年（平成06年） |                  | 15,296           | [ # 1 ]  |
| 1995年（平成07年） |                  | 15,173           | [ # 1 ]  |
| 1996年（平成08年） |                  | 14,542           | [ # 1 ]  |
| 1997年（平成09年） |                  | 14,104           | [ # 1 ]  |
| 1998年（平成10年） |                  | 13,673           | [ # 1 ]  |
| 1999年（平成11年） | 27,662           | 12,907           | [ * 1 ]  |
| 2000年（平成12年） | 27,346           | 12,796           | [ * 1 ]  |
| 2001年（平成13年） | 26,549           | 12,547           | [ * 2 ]  |
| 2002年（平成14年） | 25,700           | 12,176           | [ * 3 ]  |
| 2003年（平成15年） | 25,952           | 12,320           | [ * 4 ]  |
| 2004年（平成16年） | 25,675           | 12,224           | [ * 5 ]  |
| 2005年（平成17年） | 25,636           | 12,226           | [ * 6 ]  |
| 2006年（平成18年） | 25,181           | 11,961           | [ * 7 ]  |
| 2007年（平成19年） | 25,212           | 12,120           | [ * 8 ]  |
| 2008年（平成20年） | 24,889           | 12,032           | [ * 9 ]  |
| 2009年（平成21年） | 24,360           | 11,793           | [ * 10 ] |
| 2010年（平成22年） | 23,930           | 11,628           | [ * 11 ] |
| 2011年（平成23年） | 23,327           | 11,361           | [ * 12 ] |
| 2012年（平成24年） | 23,593           | 11,512           | [ * 13 ] |
| 2013年（平成25年） | 23,973           | 11,702           | [ * 14 ] |
| 2014年（平成26年） | 23,194           | 11,426           | [ * 15 ] |
| 2015年（平成27年） | 23,398           | 11,529           | [ * 16 ] |
| 2016年（平成28年） | 23,208           | 11,447           | [ * 17 ] |
| 2017年（平成29年） | 23,208           | 11,456           | [ * 18 ] |
| 2018年（平成30年） | 23,296           | 11,512           | [ * 19 ] |
| 2019年（令和元年） | 24,551           | 12,213           | [ * 20 ] |
| 2020年（令和02年） | 20,664           | 10,307           | [ * 21 ] |
| 2021年（令和03年） | 22,430           | 11,188           | [ * 22 ] |
| 2022年（令和04年） | 24,454           | 12,252           | [ * 23 ] |
| 2023年（令和05年） | 27,761           |                  |          |
| 2024年（令和06年） | 28,752           |                  |          |

## 駅周辺
当駅は東西に流れる帷子川が流れて形成された谷地に立地しており、南北方向は共に丘陵地帯である。敷地の関係から駅前にロータリーは存在しないが、すぐ北側を国道16号（八王子街道）が通過しており、ここにバス停がある。また、ガストの向かい側に業者私設によるタクシー乗り場がある。
国道に沿ってコンビニエンスストア・ファミリーレストランなどが立地する。駅の南側には西谷商店街やマルエツなどの商業施設がある。南北ともに丘陵部分の多くは住宅地で、特に北側には大規模な団地が造成された場所もある。このためか北側には学校が多く、特に私立の横浜商科大学高等学校の最寄り駅の一つで、朝夕は通学する生徒で賑わう。駅の北東の小高い丘には富士山神社があり、西谷の周辺を見渡すことができる。

### 北口
北側駅前の丘陵斜面は農業保護地区のため、畑が拡がっており、農作物の直販なども行われている。大部分の住宅街は、丘陵斜面の先の丘の上に存在する。なお北口でのバス、タクシーなどの利用利便性向上のため、国道16号の整備については横浜市から運営主体である国土交通省へ整備要望を行っているが具体的な検討や計画はされてない。
- 国道16号
- 神奈川県道109号青砥上星川線
- 横浜市保土ケ谷消防署西谷出張所
- 富士山神社
- 千丸台団地
- 笹山団地
- 竹山団地
- 保土ヶ谷病院
- 港北病院
- 横浜商科大学高等学校
- 横浜市立上菅田中学校
- 横浜市立新井中学校
- 横浜市立上菅田笹の丘小学校
- 横浜市立新井小学校
- 横浜市立上菅田特別支援学校
- 妙福寺
- 鴨居駅

### 南口
南側方面は、駅から200mほど平地が続き、その先の帷子川を越えて直ぐ約30mの高さの崖がある。崖の先は徒歩や自転車でのみ直行可能であり、自動車が通行可能な道路は迂回が必要なため、崖を境に地域が分断している。また、後述するように南側にはバス路線が無い。
- 帷子川
- 西谷商店街
- マルエツ 西谷店
- 横浜市西谷地区センター
- 横浜西谷郵便局
- 陣ヶ下渓谷
- 神奈川県立保土ケ谷高等学校（バス路線は鶴ヶ峰駅から）
- 横浜市立西谷中学校
- 横浜市立川島小学校
- JA横浜 保土ヶ谷支店

## バス路線
最寄りの停留所は北口の国道16号上にある「西谷駅前」である。横浜市交通局（横浜市営バス）、神奈川中央交通、相鉄バスにより運行される下記のバス路線が乗り入れている。なお、すべてのバス方面が北方向（鴨居駅との中間）、東方向（横浜方向）、西方向（八王子方向）であり、南方向へのバス路線はない。これは、南方向が崖に面しており大型バスが通行可能な道路が無いためであり、西谷駅の南側地区のバス路線はすべて鶴ヶ峰駅からのバス路線となる。

### 国道16号八王子方向
- 横浜市営バス
  - 129：鶴ヶ峰駅行
  - 218：新井中学校前行／福寿荘前行
  - 248：千丸台団地行／千丸台集会所行
  - 256：鴨居駅前行（172とペアの循環路線・右回り）
- 神奈川中央交通
  - 5：若葉台中央行
  - 62（急行）：千丸台団地行／千丸台集会所行
  - 横04：鶴間駅東口行
  - 横52：中山駅行
- 相鉄バス
  - 旭10：よこはま動物園行
  - 深夜急行バス：海老名駅行（※現在運休中）

### 国道16号横浜方向
- 横浜市営バス
  - 129：新横浜駅前行
  - 172：鴨居駅前行（256とペアの循環路線・左回り）
  - 218：新井中学校前行／福寿荘前行／上菅田小学校行
  - 248：笹山団地中央行
- 神奈川中央交通
  - 5・62（急行）・横04・横52：横浜駅西口行
- 相鉄バス
  - 旭10：横浜駅西口行

## 隣の駅
相模鉄道
 相鉄本線
■特急（一部は相鉄新横浜線直通）
横浜駅 (SO01) - 西谷駅 (SO08) - 二俣川駅 (SO10)
■通勤特急（平日上りのみ運転）
(相鉄新横浜線) ← 西谷駅 (SO08) ← 鶴ヶ峰駅 (SO09)
■通勤急行（平日上りのみ運転、当駅まで各駅に停車）
横浜駅 (SO01) ← 西谷駅 (SO08) ← 鶴ヶ峰駅 (SO09)
■快速（当駅から鶴ヶ峰方の各駅に停車）
星川駅 (SO05) - 西谷駅 (SO08) - 鶴ヶ峰駅 (SO09)
■各駅停車（一部は相鉄新横浜線直通）
上星川駅 (SO07) - 西谷駅 (SO08) - 鶴ヶ峰駅 (SO09)
 相鉄新横浜線
■特急・■通勤特急（平日上りのみ運転）・■各駅停車
羽沢横浜国大駅 (SO51) - 西谷駅 (SO08) - (相鉄本線)